# 진주걸스
진주걸스는 대한민국의 트로트 음악 그룹이다.

## 수상
- 2014년 제20회 대한민국 연예예술상 사회봉사상

## 데뷔
- 2012년 싱글 앨범 "추파추파"

## 음반
- 2012년 싱글 추파추파
- 2014년 좋아 좋아
- 2016년 딱 한잔 더